# Bambouti
Bambouti ist eine Ortschaft in der Präfektur Haut-Mbomou im äußersten Osten der Zentralafrikanischen Republik. Sie ist der Hauptort der gleichnamigen Unterpräfektur und der Gemeinde Lili und liegt auf einer Höhe von etwa 710 m direkt an der Grenze zum Südsudan.

## Verkehr
Bambouti ist der Endpunkt der Route Nationale 2, der mit 1340 km Länge mit Abstand längsten Nationalstraße der Zentralafrikanischen Republik. Sie beginnt in der Hauptstadt Bangui und führt entlang der Grenze zur Demokratischen Republik Kongo bis nach Bambouti. Die nächstgelegene zentralafrikanische Stadt ist Obo in einer Entfernung von knapp 110 Straßenkilometern weiter westlich.
Die Grenze zum Südsudan befindet sich etwa 4 km östlich von Bambouti; der südsudanesische Grenzort heißt Li Yubu, die Stadt Tambura liegt etwas weiter im Inland, in einer Entfernung von 40 Kilometer nordöstlich von Bambouti.
Eine unbefestigte Landepiste liegt in der Savanne nördlich von Bambouti.

## Geschichte
Die Gebiete im äußersten Osten der Zentralafrikanischen Republik, darunter auch Bambouti, leiden unter Angriffen durch die Lord’s Resistance Army, einer christlichen Miliz, die ursprünglich aus Uganda stammt. Es werden immer wieder Menschen getötet und entführt.
Im Dezember 2015 kamen mehrere Hundert Flüchtlinge aus dem Südsudan nach Bambouti. Aufgrund fehlender Infrastruktur mussten sie unter Planen und Bäumen leben, es existierte kein Zugang von Hilfsorganisationen.
Auch noch im Jahr 2020 litt die Region unter der Präsenz der Rebellengruppen LRA und Unité pour la paix en Centrafrique (UPC). Ein Abgeordneter der Region beschrieb die Situation der Bevölkerung vor Ort als „Gefängnis unter freiem Himmel“. Außerdem seien die Preise selbst für Grundnahrungsmittel exorbitant hoch. Des Weiteren sind die Straßen nicht passierbar.